# Rhygoplitis terminalis
Rhygoplitis terminalis är en stekelart som först beskrevs av Charles Joseph Gahan 1912.  Rhygoplitis terminalis ingår i släktet Rhygoplitis och familjen bracksteklar. Inga underarter finns listade i Catalogue of Life.